# NEC Corporation
NEC Corporation (日本電気株式会社; Nippon Denki Kabushiki Gaisha), acroniem voor Nippon Electric Company, is een Japans elektronicaconcern, dat in 1899 werd opgericht door Kunihiko Iwadare. Het wereldwijd opererende bedrijf heeft als hoofdzetel Tokio en heeft bijna 110.000 medewerkers. Op de consumentenmarkt hanteert het bedrijf de merknaam Packard Bell.
NEC maakt onder meer dvd-branders, lcd-schermen, laptops, projectoren en netwerkoplossingen. Labelflash is door NEC overgenomen van Yamaha en verbeterd om te concurreren op de Lightscribe van HP. Ook heeft het in 2002 de Earth Simulator gemaakt, destijds een van de snelste computers ter wereld. Het bedrijf levert zowel aan particulieren als aan bedrijven. Sinds 1994 is het actief in Europa op de pc- en servermarkt. Het bedrijf handelt met bedrijven onder de naam NEC, voor particulieren is de naam Packard Bell.
Medio de jaren 1980 ontwikkelde NEC diverse spelcomputersystemen waaronder de PC Engine, SuperGrafx en PC-FX die met name in Japan succesvol waren.
Het bedrijf is ook actief in de telefoonwereld. Van 2000 tot 2008 had NEC een contract met KPN en was het in samenwerking met NTT DoCoMo aanbieder van de online internetdienst i-mode, die vooral ondersteund werden door Toshiba en NEC-telefoons.